# Dub v Doubravě
Dub v Doubravě je památný dub letní (Quercus robur) v parčíku u náměstí a zámku v obci Doubrava v okrese Karviná v Moravskoslezském kraji. Geograficky se nachází v geomorfologickém celku nížiny Ostravská pánev.

## Další informace
Doubravský dub se nachází ve svahu poblíže schodů. K datu duben 2022 je strom ošetřen ořezem a vitální. Dle:
| Výška stromu                 | 20 m                                    |
| Obvod kmene ve výčetní výšce | 3,3 m                                   |
| Ochranné pásmo:              | vyhlášené - svislý průměr koruny stromu |
| Datum prvního vyhlášení      | 1. června 1990                          |
| číslo parcely                | 1191                                    |

## Galerie

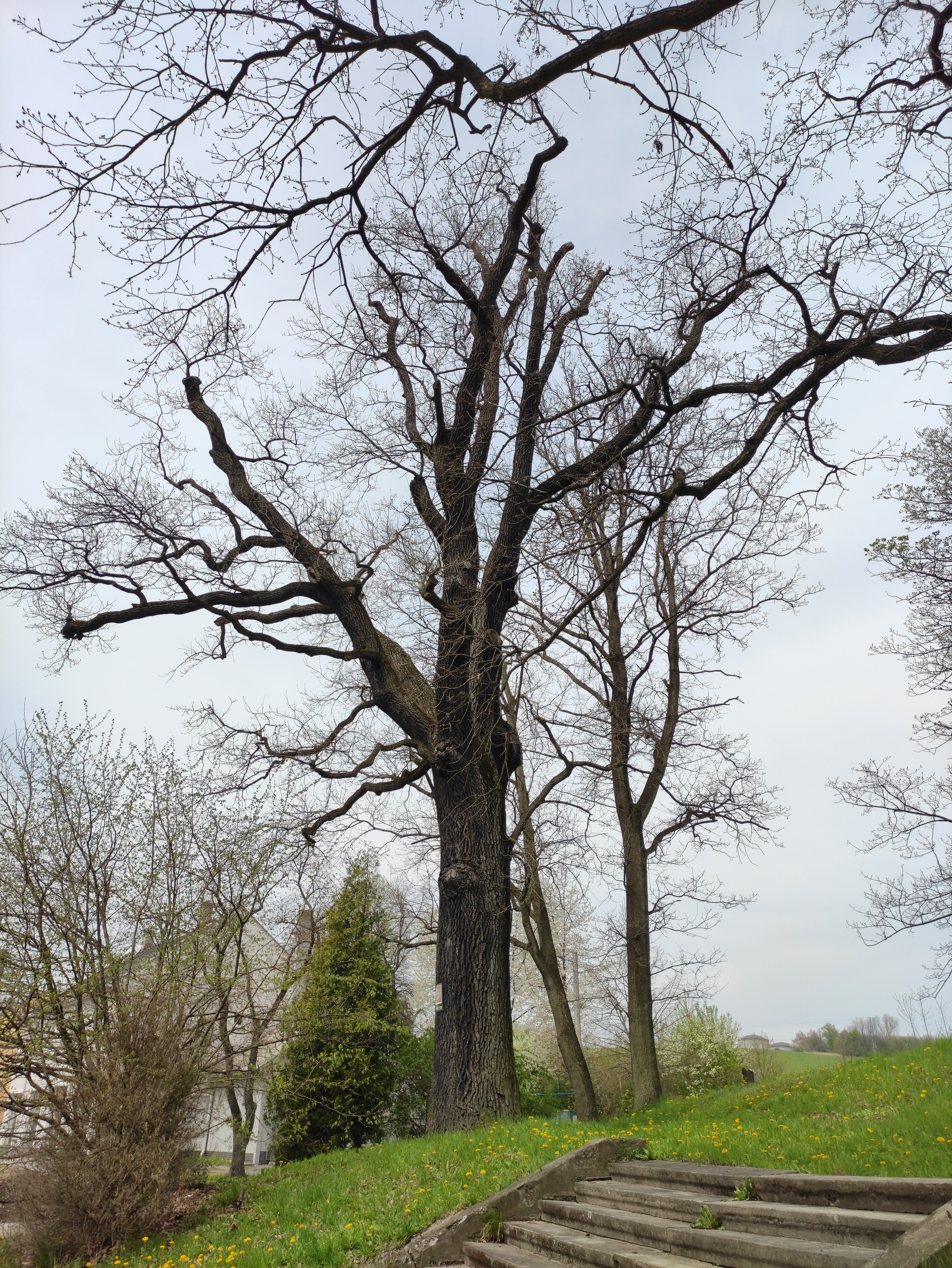
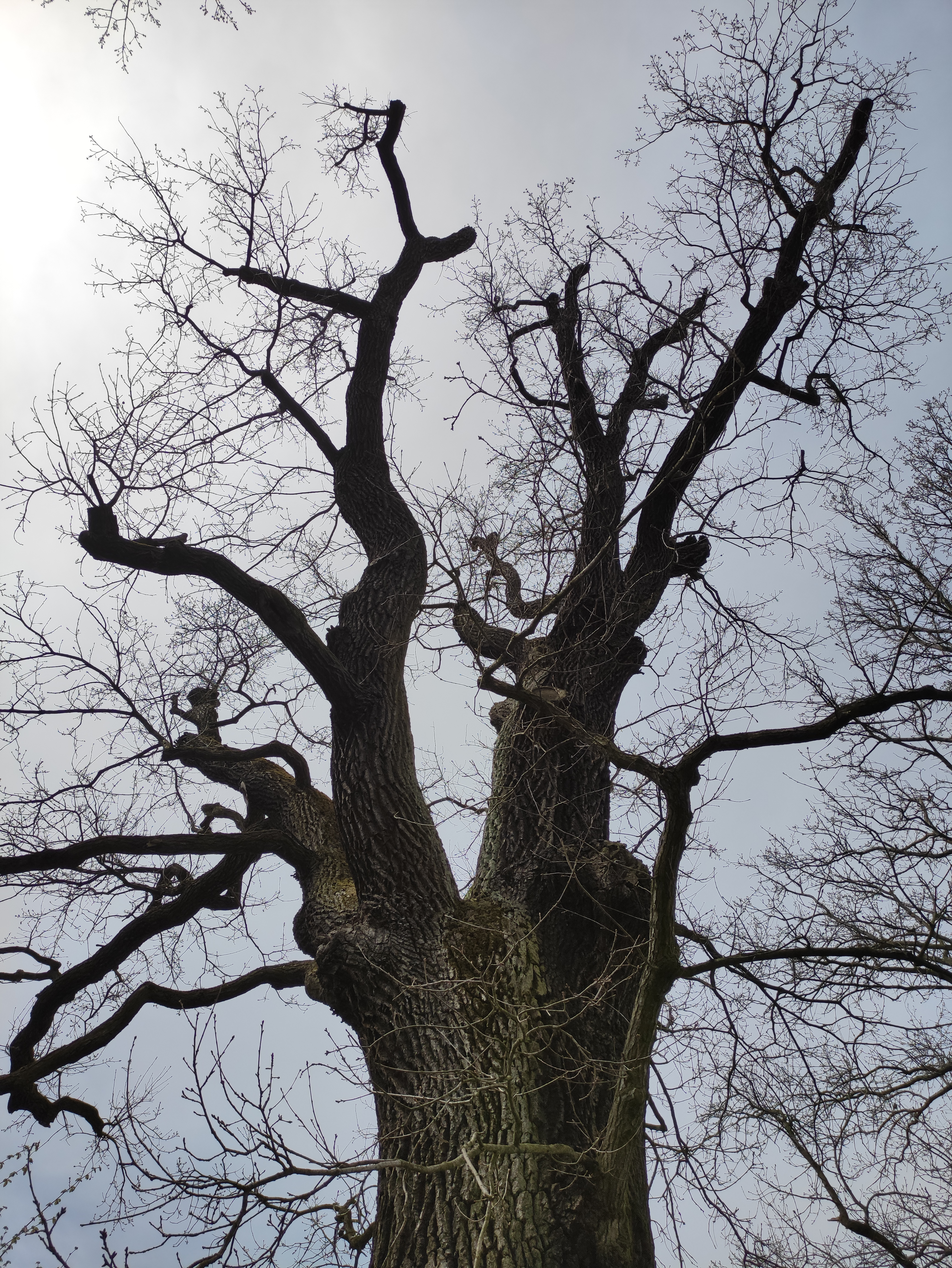
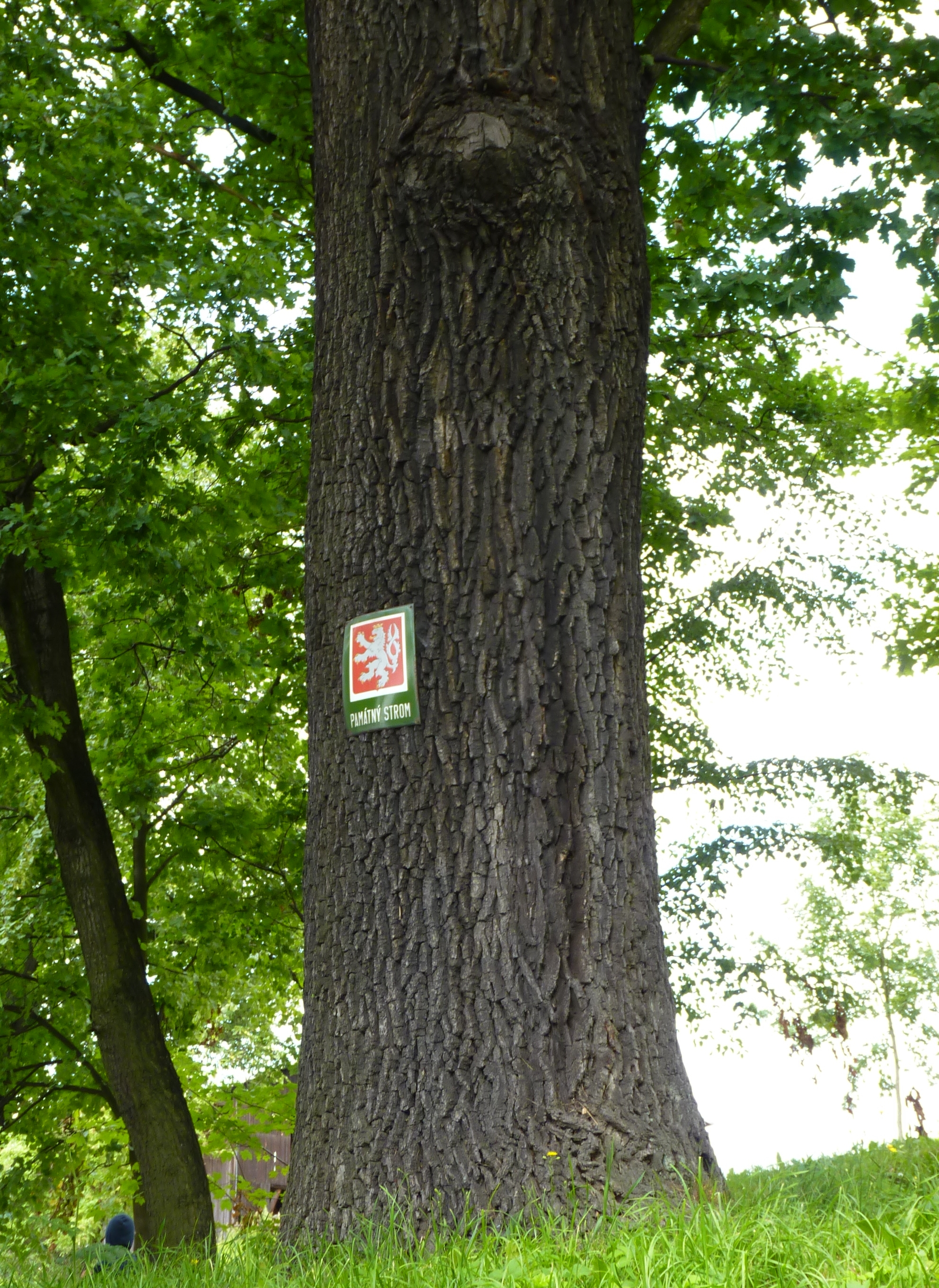